# Nina Power
Nina Power, född 1978, är en brittisk filosof och sociolog, baserad i London. Hennes skrivande berör kvinnors och mäns skillnader, i reaktion till modern konsumism och likhetsfeminism baserad på genus. 2009 publicerades One-Dimensional Woman (översatt till svenska som Den endimensionella kvinnan), 2022 What Do Men Want?

## Biografi
Nina Power, som är född i slutet av 1970-talet, avlade 2006 doktorsexamen vid Middlesex University med en avhandling om humanism och antihumanism inom fransk filosofi under efterkrigstiden. Hon har skrivit för en rad olika tidskrifter och tidningar, inklusive Frieze, The Wire, Radical Philosophy och The Guardian. Fram till 2024 var hon en av redaktörerna på nättidskriften Compact.

### Forskning och författande
Power har i sin forskning inriktat sig på marxismen, Alain Badiou, Ludwig Feuerbach, Jean-Paul Sartre samt atomismen. År 2009 publicerade hon One-Dimensional Woman, ett feministiskt manifest som två år senare översattes till svenska som Den endimensionella kvinnan. Bokens titel alluderar på Marcuses One-Dimensional Man. I boken kritiserar Power hur feminismen har låtit sig påverkas av konsumtionskapitalismen.
2022 publicerades What Do Men Want? I boken ägnar Power sig åt diskussioner kring en nutida demonisering av män som kön. Den har beskrivits som ett feministiskt försvar för manligheten. Boktiteln är en parafras på Sigmund Freuds fråga "Vad vill kvinnor ha?", vilket 2013 även resulterade i New York Times-skribenten Daniel Bergners bok What Do Women Want? I sin bok tycker sig Power se att den nutida världen är en pruritanical värld, på samma gång lysten och puritansk. Hon kritiserar ett individualistiskt konsumtionssamhälle som enligt henne å ena sidan ohämmat främjar upplevelser och å den andra på ett moralistiskt sätt slår ner hårt på överträdelser. Hon inkluderar den vida spridningen av internetpornografi – och den allmänna karaktären hos nutida pornografi – som en del av problemet. Samtidigt har hon en hård kritik mot en enligt henne rådande cancelkultur.

### Föreläsning och övrigt
Power har från och till verkat som föreläsare på olika universitet, mellan 2006 och 2019 på University of Roehampton. Under delar av 2020-talet har hon (2025) varit kopplad till Global Centre for Advanced Studies (Dublin). Därutöver är hon aktiv som poddare och flitig gäst på poddar relaterat till hennes forsknings- och föreläsningsämnen. Hennes kritik av genusfokus och könsbekräftande ingrepp har fört henne i kollisionskurs mot  rörelsen för transrättigheter, vilket lett till återkommande protester mot henne.
Power är ledamot av Royal Society of Arts och medlem av British Philosophical Association.